# PTEN
PTEN（ピーテン、Phosphatase and Tensin Homolog Deleted from Chromosome 10）とはイノシトールリン脂質であるホスファチジルイノシトール-3,4,5-三リン酸（PtdIns(3,4,5)P3）の脱リン酸化反応を触媒する酵素である。

## PTEN遺伝子および分子の特徴

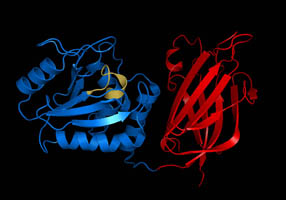
PTENの構造。

PTEN遺伝子は1997年に腫瘍抑制因子として同定され、染色体上の10q23.3に位置している。PTENタンパク質の構造中にはホスファターゼドメインとC2ドメインが含まれることがX線構造解析により明らかにされており、ホスファターゼドメインはPTENの酵素活性中心部位であり、C2ドメインは生体膜のリン脂質との結合に重要な部位である。PTENタンパク質は広く全身の細胞に発現しているが、特に上皮系の細胞に発現が高い。

## 機能
イノシトールリン脂質であるPtdIns(3,4,5)P3はPI3キナーゼ（PI3K）により細胞内で合成され、プロテインキナーゼB（PKB）/Aktの活性化を引き起こすことにより多彩な生物活性の発現に寄与している。PTENはタンパク質に対するホスファターゼ活性は弱く、活性型のイノシトールリン脂質であるPtdIns(3,4,5)P3の脱リン酸化反応を担い、PtdIns(4,5)P2へと変換する。PTENが阻害されることにより細胞内にはPtdIns(3,4,5)P3が蓄積し、発がんに関与するシグナルが伝達される。実際、癌細胞においてはPTEN遺伝子に変異などの異常が見つかっている。

## マイクロRNAによる制御
マイクロRNAの1種であるmiR-22はAktを活性化することでPTEN/Akt経路を制御している。miR-22はがん化の抑制に働いている事が分かっているが、その一つの経路としてPTEN/Akt経路が考えられる。